# Constance McLaughlin Green

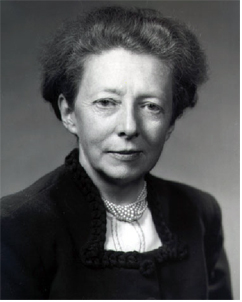
Constance McLaughlin Winsor Green, ca. 1954

Constance McLaughlin Winsor Green (* 21. August 1897 in Ann Arbor, Michigan; † 5. Dezember 1975 in Annapolis, Maryland) war eine US-amerikanische Historikerin. Sie gewann 1963 den Pulitzer-Preis für Geschichte für das Buch Washington, Village and Capital, 1800–1878, dem 1962 erschienenen ersten Band eines zweibändigen Werkes zur Geschichte von Washington, D.C.

## Leben
Green wurde in Ann Arbor, Michigan, geboren. Ihr Vater war der Historiker Andrew C. McLaughlin. Sie machte 1919 einen Bachelor-Abschluss am Smith College und 1925 einen Master-Abschluss am Mount Holyoke College in Geschichte. Nach ihrem Abschluss war Green von 1925 bis 1932 als Teilzeitlehrerin am Mount Holyoke tätig. Sie promovierte 1937 an der Yale University. Ihre Dissertation, eine Fallgeschichte von Holyoke, Massachusetts, stellte eine der frühesten akademischen Arbeiten zur Stadtgeschichte dar und wurde später von der Yale University Press veröffentlicht, nachdem sie den Eggleston Award in Geschichte der Universität erhalten hatte. 1938 wurde sie Dozentin in der Geschichtsabteilung des Smith College und 1939 Leiterin des Smith College Council of Industrial Relations. Nachdem sie Smith verlassen hatte, nahm Green während des Zweiten Weltkriegs die Stelle als Historikerin bei Springfield Armory an. Sie wurde 1946 beratende Historikerin für das Amerikanische Rote Kreuz, 1948 Chefhistorikerin des Army Ordnance Department und Historikerin im Forschungs- und Entwicklungsausschuss beim Office of the Secretary of Defense. 1954 wurde Green im Rahmen eines sechsjährigen Stipendiums der Rockefeller Foundation Direktorin des Washington History Project, das von der American University verwaltet wurde.
Sie heiratete Donald Ross Green; sie hatten drei Kinder, darunter die Tochter Lois Green Carr, die ebenfalls Historikerin war.
Green starb am 5. Dezember 1975 in Annapolis, Maryland, im Haus ihrer Tochter.

## Werke und Auszeichnungen
Green schrieb eine Reihe von Büchern über die Urbanisierung der Vereinigten Staaten. Zu ihren Werken zu diesem Thema gehören American Cities in the Growth of the Nation (1957), The Rise of Urban America (1965) und The Secret City: A History of Race Relations in the Nation's Capital (1967).
Zu ihren weiteren Werken gehören History of Naugatuck, Connecticut (1948), The Ordnance Department: Planning Munitions for War (1955), Eli Whitney and the Birth of American Technology (1956), Vanguard - A History (1970), zusammen mit Milton Lomask für die NASA verfasst, The Church on Lafayette Square: A History of St. Johns Church, Washington D.C., 1815-1970 (1970) und der zweite Band der Geschichte von Washington, D.C.,Washington: A History of the Capital, 1800-1950.
Im Jahr 1963 gewann sie den Pulitzer-Preis für Geschichte für Washington, Village and Capital, 1800-1878. Sie gewann auch den Wilfrid Eggleston Award for Nonfiction der Writers Guild of Alberta für Holyoke, Massachusetts: A Case History of the Industrial Revolution in America. 1974 würdigte sie die Yale University mit der Wilbur Cross Medal.
Sie erhielt die Ehrendoktorwürde des Smith College und der Pace University, New York City.